# Lijst van partijleiders van DENK
De partijleider van DENK is tijdens de Tweede Kamerverkiezingen de lijsttrekker. Meestal bekleedt de partijleider de functie van fractievoorzitter in de Tweede Kamer. De eerste partijleider en lijsttrekker was Tunahan Kuzu.

## Partijleiders
| Partijleiders | Partijleiders               | Partijleiders                      | Termijn                          | Functie(s) als leider / Overige functie(s)                                | Lijsttrekker |
| ------------- | --------------------------- | ---------------------------------- | -------------------------------- | ------------------------------------------------------------------------- | ------------ |
|               | T. (Tunahan) Kuzu           | drs. T. (Tunahan) Kuzu (1981)      | 23 maart 2017 – 24 april 2018    | Lid Tweede Kamer (2012–heden) Fractievoorzitter Tweede Kamer (2017–2018)  | 2017         |
|               | F. (Farid) Azarkan          | drs. F. (Farid) Azarkan (1971)     | 24 april 2018 – 2 september 2018 | Lid Tweede Kamer (2017–heden) Fractievoorzitter Tweede Kamer (2018)       |              |
|               | T. (Tunahan) Kuzu           | drs. T. (Tunahan) Kuzu (1981)      | 2 september 2018 – 20 maart 2020 | Lid Tweede Kamer (2012–heden) Fractievoorzitter Tweede Kamer (2018–2020)  |              |
|               | F. (Farid) Azarkan          | drs. F. (Farid) Azarkan (1971)     | 20 maart 2020 – 2 augustus 2023  | Lid Tweede Kamer (2017–heden) Fractievoorzitter Tweede Kamer (2020–2023)  | 2021         |
|               | S.R.T. (Stephan) van Baarle | S.R.T. (Stephan) van Baarle (1991) | 2 augustus 2023 – heden          | Lid Tweede Kamer (2021–heden) Fractievoorzitter Tweede Kamer (2023–heden) | 2023         |